# Windjammer Surf Racers
Windjammer Surf Racers est des Wild Mouse racing du parc Knott's Berry Farm, situé à Buena Park, en Californie, aux États-Unis. L'attraction a été démolie en juillet 2001 à la suite de nombreux problèmes et pour laisser place à Xcelerator.

## Statistiques
- Éléments : un looping vertical par circuit.

| Données    | Circuit Rouge       | Circuit Jaune       |
| ---------- | ------------------- | ------------------- |
| Longueur   | 564,2 mètres        | 560,5 mètres        |
| Hauteur    | 21 mètres           | 21 mètres           |
| Inversions | un looping vertical | un looping vertical |
| Vitesse    | 64,4 km/h           | 64,4 km/h           |
| Durée      | 1 min 30 s          | 1 min 30 s          |
| Chute      | 16,5 mètres         | 9,4 mètres          |